# Лавриненко Максим Андрійович
Макси́м Андрі́йович Лаврине́нко (нар.19 травня 1985, Харків) — український медіавласник, засновник та власник мережі Telegram-каналів «Труха».

## Ранні роки та освіта
Народився 19 травня 1985 року в Харкові. Навчався в Міжнародному Слов'янському університеті спочатку на факультеті міжнародної інформації, через рік перевівся на психологію, але через два роки залишив навчання. Має неповну вищу освіту.

## Кар'єра
Максим Лавриненко розпочинав свою професійну діяльність у різних сферах: працював у більярді, продажах, інструктором з мінігольфу тощо. З 2008 року він за власною ініціативою активно вів групи в соціальних мережах, а згодом почав отримувати пропозиції щодо платного ведення груп на різноманітні тематики.

### Telegram-канал «Труха»
У 2018 році Лавриненко вперше дізнався про Telegram, а у 2019 році створив Telegram-канал «Труха», назва якого, за його словами, розшифровується як «Тру Ха», тобто «Правдивий Харків». Канал позиціонувався як опозиційний до місцевої влади в Харкові, водночас публікуючи актуальні новини міста. До початку повномасштабного вторгнення Росії в Україну канал мав близько 190 тисяч підписників і Лавриненко вів його самостійно.
Після 24 лютого 2022 року команда каналу була розширена, а сам проєкт переформатовано на національний канал «Труха-Україна». За словами Лавриненка, в перші дні повномасштабної війни канал публікував до 750 постів на добу. Згодом мережа каналів розширилася, з'явилися регіональні канали «Труха» для різних міст України.
Лавриненко стверджує, що є єдиним власником каналу «Труха». На початку існування проєкту були інвестори, але, за його словами, він з ними повністю розрахувався. Лавриненко заявляв, що йому пропонували 5 мільйонів доларів за продаж каналу, але він відмовився.
Канал неодноразово піддавався критиці за публікацію неперевіреної інформації, фото та відео ракетних ударів. Сам Лавриненко зазначав, що на початку повномасштабної війни було багато фейків, але з часом команда навчилася їх розрізняти та співпрацює зі спецслужбами. У червні 2023 року Харківська обласна військова адміністрація нагородила колектив «Трухи» грамотою за внесок у протидію російській інформаційній пропаганді.
У 2023 році Лавриненко був запрошений на зустріч Президента України Володимира Зеленського зі ЗМІ. Він виступає за вдосконалення діяльності Telegram-каналів, підвищення якості контенту та визнання їх як вагомих джерел інформації на державному рівні. В інтерв'ю заявляв про намір створити офіційне ЗМІ «Труха».
За словами Лавриненка, середньомісячний дохід мережі каналів «Труха» становить 300–500 тисяч доларів, які переважно спрямовуються на розвиток мережі.
У ЗМІ висловлювалися припущення про зв'язок каналу «Труха» з колишнім міністром внутрішніх справ Арсеном Аваковим через харківського бізнесмена Володимира Литвина, фігуранта справи про «рюкзаки Авакова». Лавриненко ці зв'язки заперечує.

## Політичні погляди
Максим Лавриненко заявляв, що думав про політичну кар'єру, але наразі не робить конкретних кроків у цьому напрямку через триваючу війну.

## Благодійність
Максим Лавриненко активно займається волонтерською діяльністю, спрямовуючи допомогу українській армії та цивільному населенню. У травні 2025 року, до свого сорокаріччя, він розпочав особисту ініціативу «40 добрих справ», у рамках якої надав допомогу дітям та дорослим з різних регіонів України, зокрема тим, хто пережив окупацію, має інвалідність або є внутрішньо переміщеною особою. Допомогу отримали понад 40 осіб.
Також Лавриненко долучився до придбання обладнання для діагностики аутизму за методом ADOS-2 для медичного центру комплексної реабілітації дітей «Нове дихання» у Харкові.
У лютому 2025 року він виділив 1 мільйон гривень власних коштів на підтримку українських медіа (зокрема, Bihus.Info, Hromadske, «Слідство.Інфо», «Дзеркало тижня»), які втратили фінансування через призупинення діяльності USAID адміністрацією президента США Дональда Трампа.

## Особисте життя
Одружений, має сина. Дружина Лавриненка працює у б'юті-сфері та має освіту бухгалтера, допомагає чоловікові з деякими аспектами бізнесу. Лавриненко не афішує особисте життя та рідко публікує сімейні фото, пояснюючи це міркуваннями безпеки, зокрема через те, що їх оголосили екстремістами в Білорусі.
У 2024 році в ЗМІ поширювалися чутки про роман Максима Лавриненка з блогеркою Дашею Квітковою. Лавриненко спростував ці чутки, заявивши, що познайомився з Квітковою разом із дружиною вже після появи цих пліток, і вони разом посміялися з цієї ситуації.
Максим Лавриненко не має особистої охорони та водія, але вживає певних заходів безпеки.